# Hakan Macit
Hakan Macit (* 2. Januar 1981 in Trabzon) ist ein türkischer Fußballspieler, der für Aydınspor 1923 spielt.

## Karriere
Macit begann mit dem Vereinsfußball in der Jugendabteilung von Değirmenderespor und spielte anschließend für die Jugend von Trabzon İdmanoçağı. Zum Sommer 2005 wechselte er als Profispieler zum damaligen Drittligisten Yalovaspor und spielte die nächsten fünf Spielzeiten für diesen Verein. Anschließend spielte er der Reihe nach für die Drittligisten Pendikspor und Pazarspor.
Zum Sommer 2008 wechselte er zum Zweitligisten Orduspor und war die nächsten zwei Spielzeiten für diesen Verein aktiv.
2010 wechselte er zum Zweitligisten Gaziantep Büyükşehir Belediyespor. In der Saison 2010/11 schaffte er es mit Gaziantep BB ins Play-off-Finale der TFF 1. Lig und verpasste durch eine Niederlage gegen Orduspor den Aufstieg in die Süper Lig in letzter Instanz. Zur Saison 2013/14 wechselte Macit zu Aydınspor 1923.